# Рясне-Руське
Рясне-Руське (пол. Rzęsna Ruska) — село в Україні, у складі Львівської міської громади Львівського району Львівської області. Розташоване у 8 км на захід від центра м. Львова та у 3 км від залізничної станції Клепарів, на шляху міжнародного значення Е40, М10 Львів-Краків. Адміністративно підпорядковане Залізничній районній адміністрації м. Львова, проте до складу Залізничного району міста не входить.
Чисельність населення становить 1306 осіб.

## Історія
Перша письмова згадка про Рясне зустрічається в привілеї короля Владислава Ягайла, датованим 1430 роком. Цим документом дозволялося в різних маєтностях львівського римо-католицького архієпископства, серед яких згадувалося і Рясне, перевести судочинство з руського та польського права на магдебурзьке.
У 1433 р. львівський архієпископ заснував нове поселення, назване Рясне.
У податковому реєстрі 1515 року в селі документується млин і 7 1/4 ланів (близько 180 га) оброблюваної землі.
Римо-католицька парафія знаходилася у Рясній-Польській, а греко-католицька парафія знаходилася в Рудні. В селі функціонувала початкова однокласна школа.
Станом на 1910 рік до греко-католицької парафії у Рудні належав 631 мешканець Рясної-Руської, а дочірньою церквою в селі була церква Святого Димитрія, збудована у 1858 році.

## Населення
За даними 1880 року в селі (при селищній громаді — гміні) налічувався 69 будинків з загальною чисельністю населення у 473 особи, а на околиці села (хуторі) відповідно 4 будинки та 29 осіб:
| 502 | 34 | 457 | 11 |

| 34 | 333 | 133 | 2 |

- 2010 р. — 1743 особи.

### Мова
Розподіл населення за рідною мовою за даними перепису 2001 року:
| Мова       | Кількість | Відсоток |
| ---------- | --------- | -------- |
| українська | 1814      | 99.73%   |
| російська  | 4         | 0.21%    |
| румунська  | 1         | 0.06%    |
| Усього     | 1819      | 100%     |

## Географія
На північному заході село межує з селом Кожичі, на заході — з селом Вороців Яворівського району, на сході — зі Львовом, на півдні — з селищем Рудно, на заході — з селом Підрясне. Через південно-західну частину села протікає один з рукавів Білогорського потоку. Сільська забудова знаходиться на півночі села. Через північну частину села проходить закинута недіюча залізнична колія Львів - Янів-Львівський. Одна з частин села має назву Тузяки.

## Люди
В селі народився Шах Роман Юрійович (нар. 1932) — український майстер художнього скла.

## Галерея

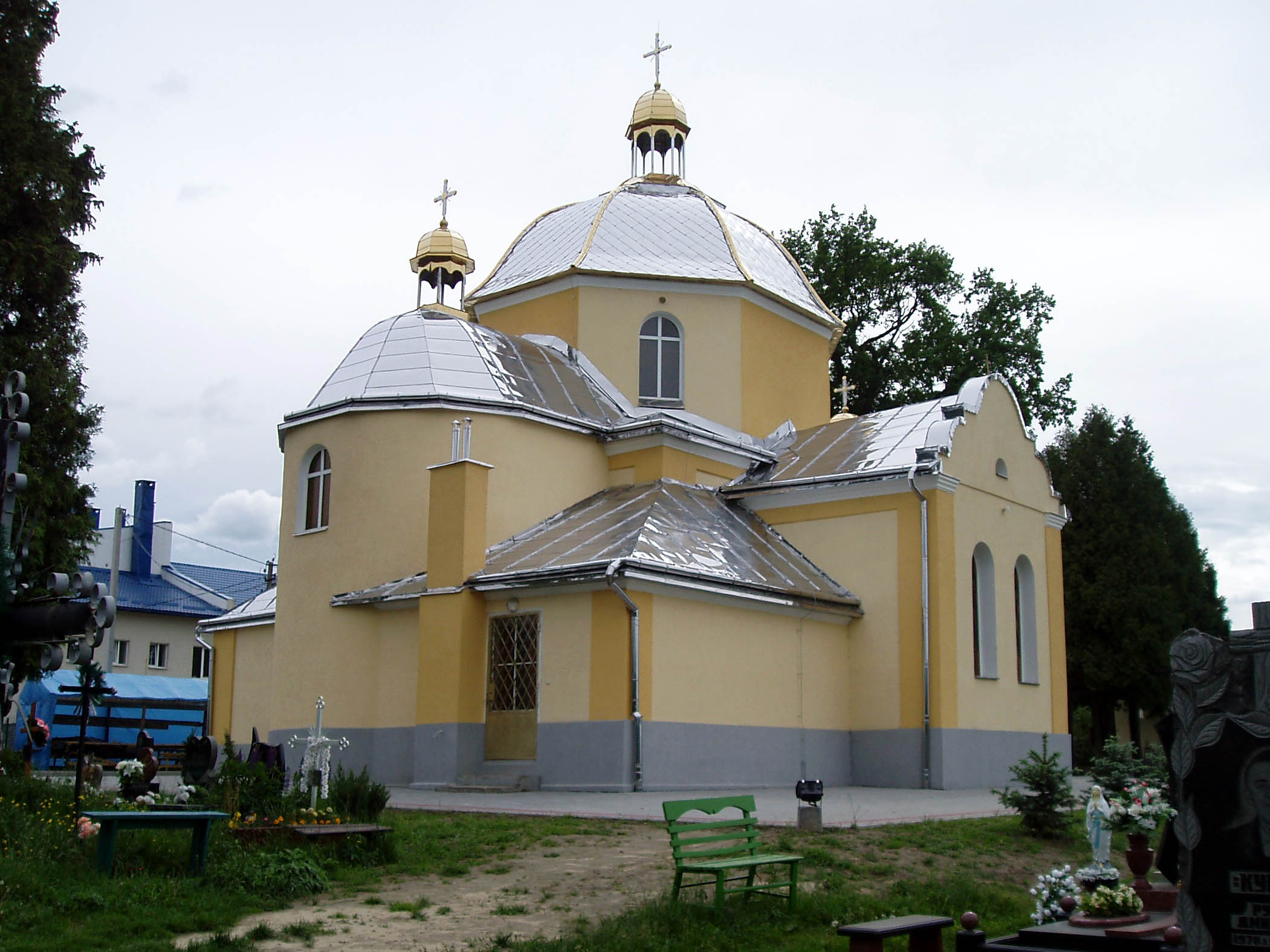
Дмитрівська церква (1858)
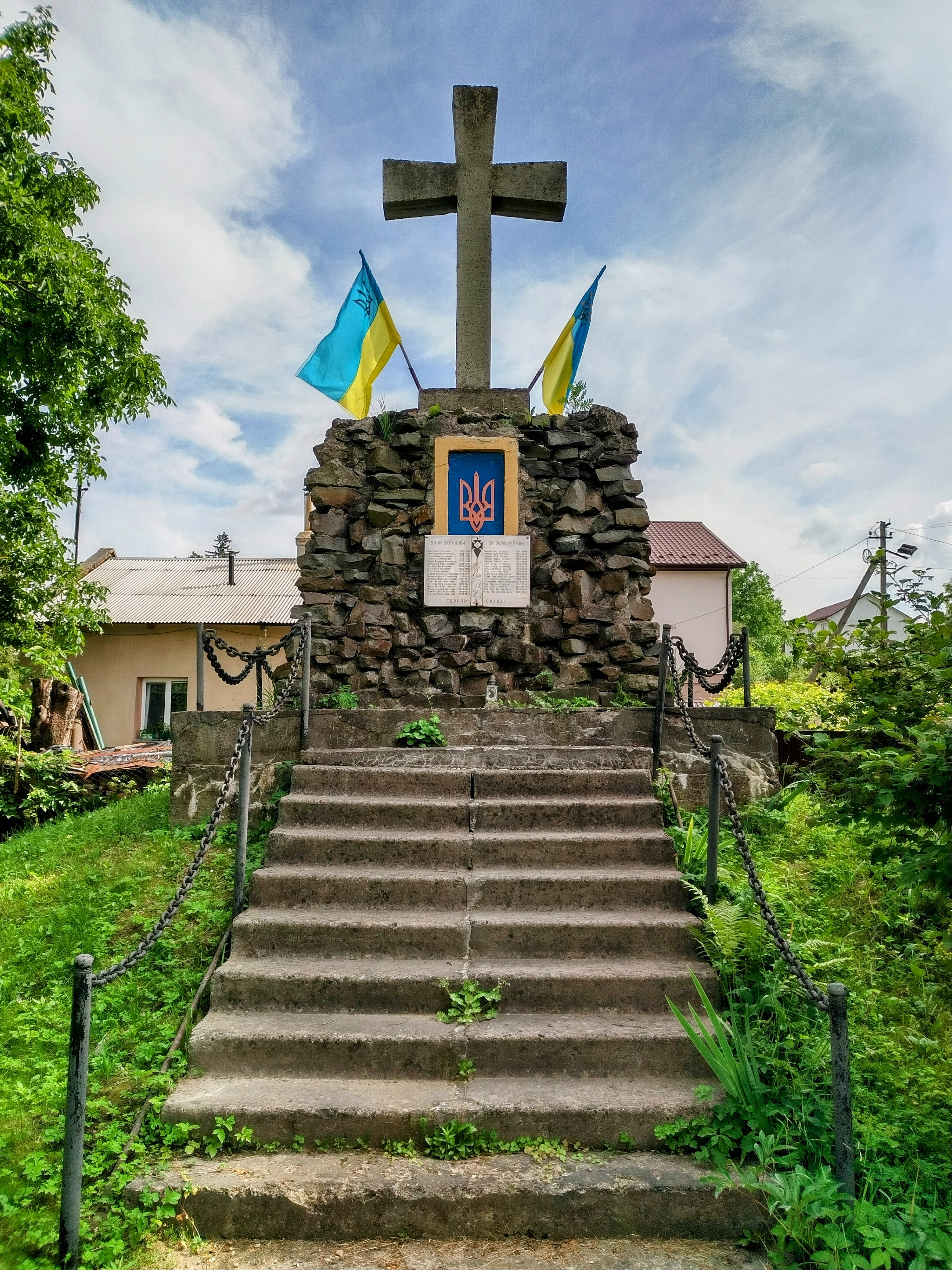
Меморіал "Борцям за волю України"
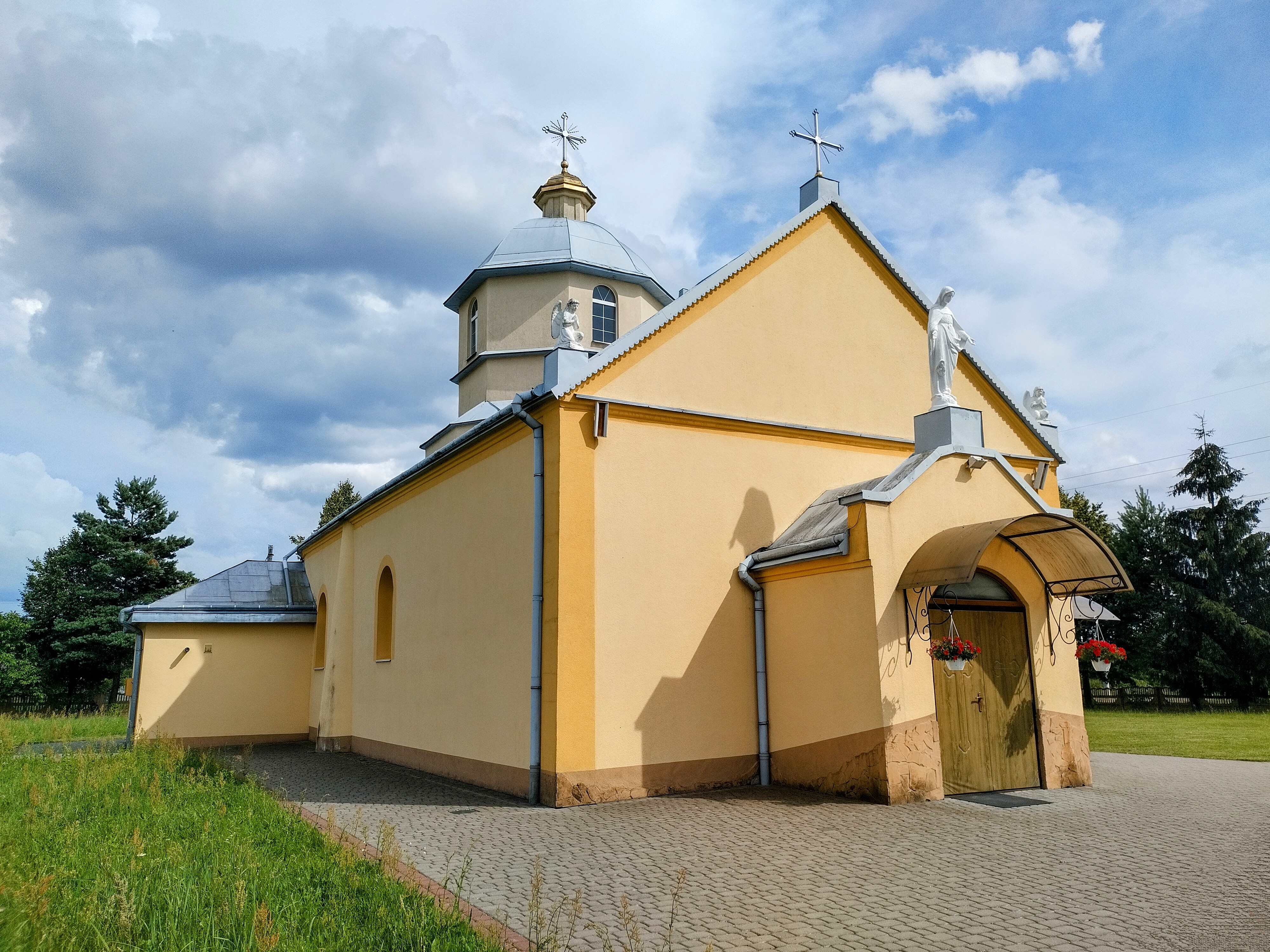
Церква Різдва Пресвятої Богородиці